# Distretto di Nurgaram
Il distretto di Nurgaram è un distretto dell'Afghanistan appartenente alla provincia del Nurestan.
È stato creato nel 2004, a seguito della soppressione del distretto del Nurestan con la contestuale istituzione del distretto di Du Ab.